# Пайян, Бенуа
Бенуа Пайян (фр. Benoît Payan; род. 31 января 1978 года, Марсель) — французский политик, член Социалистической партии, мэр Марселя с 2020 года.

## Биография
Рос в районе Пон-де-Виво 10-го округа Марселя. Получив юридическое образование (окончил высшую школу нотариата в Марселе), рано стал активистом Социалистической партии, работал в канцелярии председателя регионального совета Мишеля Возеля и министра-делегата социалистических правительств Франции Мари-Арлетт Карлотти. В 2014 году впервые избран в муниципальный совет Марселя, в 2015 году избран в департаментский совет от первого кантона Марселя, получив во втором туре 67,01 % голосов. Возглавлял социалистическую оппозицию в муниципальном совете Марселя многолетнему мэру Жан-Клоду Годену. Зарекомендовал себя сторонником нового лидера социалистов Оливье Фора, который накануне муниципальных выборов 2020 года в Марселе санкционировал вхождение марсельских социалистов в широкую левую коалицию, сумевшую добиться по итогам голосования победы.
4 июля 2020 года новым мэром Марселя была избрана лидер левого блока «Марсельская весна» Мишель Рубирола, но уже 15 декабря 2020 года она ушла в отставку по состоянию здоровья, и обязанности мэра начал временно исполнять её первый заместитель Бенуа Пайян.
21 декабря 2020 года получил голоса 53 депутатов муниципального совета и был избран как единственный кандидат на пост мэра (в 42 года стал самым молодым мэром в истории города). Из 101 депутата кандидатуру Пайяна поддержали 42 участника левоцентристской коалиции «Марсельская весна», а также 9 сторонников бывшей социалистки Самии Гали и два «перебежчика» из других фракций. 39 депутатов от правоцентристской партии «Республиканцы» отказались от выдвижения собственного кандидата.
2 сентября 2021 года президент Макрон, находясь в Марселе, обнародовал комплексный план социального и экономического развития, а также улучшения положения в области безопасности этого второго по величине города Франции, получивший название Marseille en Grand («Марсель в крупном масштабе» или «Марсель в целом»). Обращаясь к главе государства, мэр Пайян назвал его визит историческим.